# Mercedes-Benz 400
Mercedes 15/70/100 PS / Mercedes-Benz 400 är en personbil, tillverkad av den tyska biltillverkaren Mercedes-Benz mellan 1924 och 1929.
1923 gick Daimler-Motoren-Gesellschaft samman med konkurrenten Benz & Cie., även om det skulle dröja ytterligare tre år innan man började sälja bilar under gemensamt namn. Samma år lämnade Paul Daimler sin fars firma efter en kontrovers med företagsledningen. Som efterträdare till Daimler som chefskonstruktör anställdes Ferdinand Porsche, som arbetat åt det österrikiska dotterbolaget Austro-Daimler under många år.
Porsches första arbeten åt Mercedes blev 15/70/100 PS och systermodellen 24/100/140 PS, vilka presenterades 1924. Båda modellerna hade sexcylindriga motorer med vevhus och motorblock i aluminium. Det avtagbara cylinderhuvudet, i gjutjärn, hade en kamskaftsdriven överliggande kamaxel. Motorn var försedd med en Roots-kompressor, monterad längst fram på motorn och driven från vevaxeln via en koppling. Kompressorn kopplades in först när gaspedalen trycktes i botten och var bara avsedd att ge extra kraft vid exempelvis omkörningar. Mercedes var mycket tydliga med att kompressorn bara fick användas under max 20 sekunder, därefter kunde motor och kraftöverföring ta skada av den ökade kraften. Motoreffekten angavs med två siffror: 70 hk utan överladdning och 100 hk med kompressorn inkopplad.
1926 bytte så bilen namn till Mercedes-Benz 400. Tidiga bilar hade haft kantileverfjädring bak, men från hösten 1927 gick man över till halvelliptiska fjädrar.
Tillverkningen upphörde 1929, men fabriken hade ett stort lager osålda bilar kvar och den sista bilen såldes först 1934.
Motor:
| Modell | Motor               | Cylindervolym | Effekt    | Bränslesystem               |
| ------ | ------------------- | ------------- | --------- | --------------------------- |
| 400    | 6-cyl radmotor SOHC | 3920 cm³      | 70/100 hk | Enkel förgasare, kompressor |

Tillverkning
| Modell | Antal |
| ------ | ----- |
| 400    | 1 913 |